# Max Goldt
Max Goldt (pseudonym for Matthias Ernst) (født d. 23. november 1958) er en tysk forfatter og musiker. Han er forsanger og tekstforfatter for new wave-gruppen Foyer des Arts der blev grundlagt i 1981. Derudover er han kendt for sine satiriske og humoristiske prosatekster, der udmærker sig med deres legesyge og sproglige og kompositoriske elegance. De tager ofte udgangspunkt i betragtninger og emner fra hverdagen og det tyske samfund generelt.

## Bøger
- Mein äußerst schwer erziehbarer schwuler Schwager aus der Schweiz. A-verbal 1984, ISBN 3-88999-003-7.
- Ungeduscht, geduzt und ausgebuht. A-verbal 1988, ISBN 3-88999-006-1.
- Die Radiotrinkerin (mit einem Vorwort von Robert Gernhardt). Haffmans Verlag 1991, ISBN 3-251-01112-X.
- Quitten für die Menschen zwischen Emden und Zittau. Haffmans Verlag 1993, ISBN 3-251-30008-3.
- Schließ einfach die Augen und stell dir vor, ich wäre Heinz Kluncker. Haffmans Verlag 1994, ISBN 3-251-30044-X.
- Die Kugeln in unseren Köpfen. Haffmans Verlag 1995, ISBN 3-251-00275-9.
- Der Sommerverächter. Delius & Company 1996, ISBN 3-931870-10-3 (Literacard Nr. 11).
- Ä. Haffmans Verlag 1997, ISBN 3-251-30065-2.
- Ein gelbes Plastikthermometer in Form eines roten Plastikfisches (Typographie von Martin Z. Schröder). Revonnah Verlag 1998, ISBN 3-927715-87-5.
- „Mind-boggling“ – Evening Post. Haffmans Verlag 1998, ISBN 3-251-00405-0.
- Erntedankfäscht (gemeinsam mit Gerhard Henschel). Haffmans Verlag 1998, ISBN 3-251-00389-5.
- (als Hrsg.): Der Rabe – Magazin für jede Art von Literatur – Nummer 57. Haffmans Verlag 1999, ISBN 3-251-10057-2.
- (als Hrsg.): Der Rabe – Magazin für jede Art von Literatur – Nummer 60. Haffmans Verlag 2000.
- Der Krapfen auf dem Sims – Betrachtungen, Essays u. a. Alexander Fest Verlag 2001, ISBN 3-8286-0156-1.
- Okay Mutter, ich nehme die Mittagsmaschine – Beste Kolumnen und beste Nicht-Kolumnen in einem Band. Haffmans Verlag 1999, ISBN 3-251-00440-9.
- Okay Mutter, ich mache die Aschenbechergymnastik in der Mittagsmaschine – Beste „Kolumnen“ & beste Nicht-„Kolumnen“ in einem Band. Zweitausendeins 2000, ISBN 3-86150-380-8.
- Wenn man einen weißen Anzug anhat. Ein Tagebuch-Buch. Rowohlt 2002, ISBN 3-498-02493-0.
- Für Nächte am offenen Fenster. Die prachtvollsten Texte von 1988–2002. Rowohlt 2003, ISBN 3-498-02496-5.
- Ein Leben auf der Flucht vor der Koralle. Rowohlt 2004, ISBN 3-499-23540-4.
- Vom Zauber des seitlich dran Vorbeigehens. Rowohlt 2005, ISBN 3-498-02497-3.
- QQ. Rowohlt Berlin 2007, ISBN 3-87134-581-4.
- Atlas van de nieuwe Nederlandse vleermuizen. (Typographie von Martin Z. Schröder). Landt Verlag 2008, ISBN 978-3-938844-44-1.
- Ein Buch namens Zimbo: Sie werden kaum ertragen, was Ihnen mitgeteilt wird. Rowohlt 2009, ISBN 978-3-87134-665-1.
- Texte aus den in die Vergriffenheit entlassenen Büchern „Quitten“ & „Kugeln“. Rowohlt 2009, ISBN 978-3-499-25207-5.
- Gattin aus Holzabfällen. Rowohlt Berlin 2010, ISBN 978-3-87134-695-8.
- Nackt in einem Märchenschloß voll wirklich schlechter Menschen. (Typographie von Martin Z. Schröder). Letterpress Berlin 2010, ISBN 978-3-00-032310-2.
- Die Chefin verzichtet. Rowohlt Berlin 2012, ISBN 978-3-87134-751-1.
- Sind wir denn nur in Cordbettwäsche etwas wert? (Typographie von Martin Z. Schröder). Letterpress Berlin 2012, ISBN 978-3-00-038814-9.
- Chefinnen in bodenlangen Jeansröcken (Typographie von Martin Z. Schröder), Rowohlt Berlin 2014, ISBN 978-3-87134-792-4.
- Räusper: Comic-Skripts in Dramensatz. Rowohlt Berlin 2015, ISBN 978-3-87134-820-4.
- Lippen abwischen und lächeln. Die prachtvollsten Texte von 2003–2014 (und einige aus den Neunzigern). Rowohlt 2016.

## Tegneserier
- Wenn Adoptierte den Tod ins Haus bringen. Jochen Enterprises 1997, ISBN 3-930486-30-X.
- Koksen um die Mäuse zu vergessen. Jochen Enterprises 1998, ISBN 3-551-75822-0.
- Ich Ratten. Jochen Enterprises 1999, ISBN 3-930486-80-6.
- Oh, Schlagsahne! Hier müssen Menschen sein. Carlsen Verlag 2001, ISBN 3-551-75823-9.
- Das Salz in der Las Vegas-Eule. Carlsen Verlag 2002, ISBN 3-551-75825-5.
- Adieu Sweet Bahnhof. Rowohlt Verlag 2004, ISBN 3-499-23896-9.
- Das Malträtieren unvollkommener Automaten. Rowohlt Verlag 2006, ISBN 3-499-24134-X.
- Der Globus ist unser Pony, der Kosmos unser richtiges Pferd. Edition Moderne 2007, ISBN 3-03731-015-4.
- Wellness rettet den Bindestrich. Edition Moderne 2008, ISBN 978-3-03731-037-3.
- Unglück mit allerlei Toten. Edition Moderne 2010, ISBN 978-3-03731-068-7.
- Katz und Goldt sowie der Berliner Fernsehturm aus der Sicht von jemandem, der zu faul ist, seinen Kaktus beiseite zu schieben. Edition Moderne 2012, ISBN 978-3-03731-094-6
- Der Baum ist köstlich, Graf Zeppelin. Edition Moderne 2014, ISBN 978-3-03731-123-3
- LUST AUF ETWAS PERKUSSION, MEIN KLEINER WUSCHEL? Edition Moderne 2016, ISBN 978-3-03731-151-6

## Lydbøger
- Die sonderbare Zwitter-CD (Lese-Live Eins). Fünfundvierzig 1993.
- Die CD mit dem Kaffeeringecover (Lese-Live Zwei). Fünfundvierzig 1994.
- Weihnachten im Bordell (Lese-Live Drei). Fünfundvierzig 1995.
- Objekt mit Souvenircharakter (Lese-Live Vier). Fünfundvierzig 1996.
- Schöne Greatest Lese Live Oldies – Komische Appläuse. Motor 1997.
- Das kellerliterarische Riesenrad (mit Ditterich von Euler-Donnersperg). Fünfundvierzig, 1998.
- Okay Mutter, ich nehme die Mittagsmaschine. Hörbuch München 1999, ISBN 3-453-16783-X.
- Die Aschenbechergymnastik. Raben Records/Heyne 2000.
- Der Krapfen auf dem Sims. Heyne Hörbuch 2001, ISBN 3-453-19096-3.
- Wenn man einen weißen Anzug anhat und anderes. HörbuchHamburg 2003, ISBN 3-89903-118-0.
- Für Nächte am offenen Fenster. Luxusprosa aus den neunziger Jahren. HörbuchHamburg 2003, ISBN 3-89903-123-7.
- Für Nächte am offenen Fenster. Zweite Folge – besser als die erste. HörbuchHamburg 2004, ISBN 3-89903-156-3.
- Ein Leben auf der Flucht vor der Koralle. HörbuchHamburg 2005, ISBN 3-89903-186-5.
- Vom Zauber des seitlich dran Vorbeigehens. HörbuchHamburg 2005, ISBN 3-89903-187-3.
- ’ne Nonne kauft ’ner Nutte ’nen Duden. Dreizehn Texte 1991–2005. HörbuchHamburg 2006, ISBN 3-89903-236-5.
- QQ – Quiet Quality. HörbuchHamburg, 2007, ISBN 978-3-89903-409-7.
- Nichts als Punk und Pils und Staatsverdruß. HörbuchHamburg 2008, ISBN 978-3-89903-490-5.
- Nicht jede kalte Säge schafft es nach New York. HörbuchHamburg 2009, ISBN 978-3-89903-650-3.
- Unsere traurige technische Zukunft. HörbuchHamburg 2010, ISBN 978-3-89903-698-5.
- Penisg’schichterln aus dem Hotel Mama, 2 CD, HörbuchHamburg 2011, ISBN 978-3-89903-601-5.
- Gattin aus Holzabfällen, Bildhörbuch auf DVD, HörbuchHamburg 2011, ISBN 978-3-89903-318-2.
- Max Goldt für alle, die Max Goldt noch nicht kennen, HörbuchHamburg 2012, ISBN 978-3-89903-367-0.
- Zweisprachig erzogene Bisexuelle mit Fahrrädern auf dem Autodach, HörbuchHamburg 2012, ISBN 978-3-89903-368-7.
- Chloroformierte Vierzehnjährige im Tweed-Kostüm, HörbuchHamburg 2013, ISBN 978-3-89903-862-0.
- Schade um die schöne Verschwendung!, HörbuchHamburg 2014, ISBN 978-3-89903-844-6.
- Freundin in der Hose der Feindin, Feindin in der Küche des Freunds, HörbuchHamburg 2015, ISBN 978-3-9571300-6-8.

## Andre CD'er
- Schöner für „IHN“ Stärker für „SIE“. Kultuhr Kassette, Berlin 1982.
- L’église des crocodiles. ARO 004, 1983.
- Die majestätische Ruhe des Anorganischen (Musik und Dramolette). ARO 007, 1984.
- Restaurants, Restaurants, Restaurants. Zweiundzwanzig hysterische Miniaturen. Team Records 1986.
- Die Radiotrinkerin & Die legendäre letzte Zigarette (zwei Hörspiele (Dialoge mit fiktiven Figuren), zwei Texte und eine Coverversion von Verdammt, ich lieb’ dich). Fünfundvierzig 1990.
- Nirgendwo Fichtenkreuzschnäbel, überall Fichtenkreuzschnäbel. Fünfundvierzig 1993.
- Musik wird niemals langsam (mit Michael Dubach und Nino Sandow). Fünfundvierzig 1994.
- Ende Juli, Anfang August (streng limitiertes Schlauchalbum mit Heimaufnahmen 1982–1989), LP. Hidden Records 1994.
- Alte Pilze (Historische Heimaufnahmen 1981–1992 Volume II), LP. Hidden Records 1996.
- Legasthenie im Abendwind (Historische Heimaufnahmen 1981–1995 Volume III), LP. Hidden Records 1997.
- Nuuk (Stephan Winkler und Max Goldt): Nachts in schwarzer Seilbahn nach Waldpotsdam. Traumton (CD) bzw. Hidden Records (Vinyl) 1998.
- Bundesratufer. Instrumentals. Captain Trip Records 1999.
- There Are Grapefruit Hearts to Be Squeezed in the Dark. Musiksachen von Kassetten 1981–1983. Gagarin Records 2007.

## Musikclips
- Gleich passiert etwas, Regie: Stephan Guntli für 45 Fieber, SFB 1985

## Om Max Goldt
- Moritz Baßler: Der deutsche Pop-Roman. Die neuen Archivisten. Beck, München 2002, ISBN 3-406-47614-7.
- Gerald Fricke: Schreiben gegen das Ozonloch. Max Goldt – zweiter Versuch. In: Griffel 2 (1995), S. 48–50.
- Iannis Goerlandt: Ausländer – wo? Das Bild vom anderen Land im narrativen Verfahren Max Goldts. In: Sprachkunst. Beiträge zur Literaturwissenschaft 35.1 (2004): S. 75–87.
- Daniel Kehlmann: Über den witzigsten Schriftsteller deutscher Sprache. Er ist klug und klar, ein unaufdringlicher Moralist mit frei flottierender Aufmerksamkeit: Lobrede auf Max Goldt. In: Süddeutsche Zeitung, 26. November 2008, Nr. 275, S. 14.
- Ursula März: Tach, ich schau mal hin. Latent anarchisch: Kolumnismus als Stil, Gattung und Denkart. In: Frankfurter Rundschau, 28. Mai 2004, Nr. 123, S. 17.
- Mathias Mertens: Unterreflektiert und überformuliert. Die Sprachrundfahrten des Max Goldt. In: Heinz Ludwig Arnold/Jörgen Schäfer (Hrsg.): Popliteratur. Sonderband Text+Kritik. Edition Text+Kritik, München 2003, ISBN 3-88377-735-8.
- Nico Rau: Komik in Max Goldts Prosa: eine komiktheoretische Einordnung. VDM Verlag Dr. Müller, 2010, ISBN 978-3-639-28044-9.
- Thomas Ringmayr: Hochkomische Höchstleistungen. Neue Prosa-Sammlungen von Eckhard Henscheid und Max Goldt. in: Focus on Literatur 1 (1994), S. 44–51.
- Michael Rutschky: Für Fortgeschrittene. Max Goldt als Gewährsmann. In: die tageszeitung, 9. Oktober 1991, Nr. 3529, S. 35 (Literataz).
- ders.: Das Interesse am Alltag. Anläßlich von Rolf Schwendters ›Kultur- und Sittengeschichte‹, in: Der Alltag 75 (März 1997), S. 177–190.
- Frank Schäfer: Abprotzen. Versuch über Max Goldt. In: Griffel 2 (1995), S. 44–47.
- Erhard Schütz: Journailliteraten. Autoren zwischen Journalismus und Belletristik. In: Baustelle Gegenwartsliteratur. Die neunziger Jahre. Hrsg. von A. Erb, Westdeutscher Verlag, Opladen/Wiesbaden 1998, S. 97–106, ISBN 3-531-12894-9.
- ders.: Tucholskys Erben oder Wiener Wiederkehr? Versuch einer Terrainerkundung zur Literatur von Leben & Stil: Biller, Droste, Goldt und andere. In: Jahrbuch für Internationale Germanistik, 1 (1995), S. 101–122.
- ders.: Kindercowboy und Unscheinbarkeitsdandy. Maxim Biller, Wiglaf Droste, Max Goldt oder: Die Literatur der Kolumnisten. In: Frankfurter Rundschau, 29. Oktober 1994, Nr. 252, S. ZB 2.
- Georg Stanitzek: Essay – BRD, Vorwerk 8, Berlin 2011, S. 150–153.
- Walter van Rossum: Max Goldt: Von den Wonnen der Umnachtung in geschlechtsverkehrsfreier Zone. In: Rowohlt Revue. Neue Bücher und Taschenbücher 79 (Frühjahr 2005), S. 24.

1. ↑  Navnet er anført på engelsk og stammer fra Wikidata hvor navnet endnu ikke findes på dansk.